# Latrunculia tricincta
Latrunculia tricincta är en svampdjursart som beskrevs av Jörn Hentschel 1929. Latrunculia tricincta ingår i släktet Latrunculia och familjen Latrunculiidae. Inga underarter finns listade i Catalogue of Life.